# خدمات جاينز المعلوماتية
مجموعة جين المعلوماتية، التي يطلق عليها الآن اسم جاينز، هي شركة استخبارات عالمية مفتوحة المصدر متخصصة في الموضوعات العسكرية والأمن القومي والفضاء والنقل، واسمها مشتق من المؤلف البريطاني جون فريدريك توماس جين.

## التاريخ
تأسست مجموعة جين المعلوماتية (جاينز للاستخبارات الدفاعية) في عام 1898 على يد جون فريدريك توماس جين، الذي بدأ في رسم السفن كفنان بحري متحمس أثناء إقامته في بورتسموث. تطور هذا تدريجياً إلى معرفة موسوعية، بلغت ذروتها في نشر جميع السفن القتالية في العالم(1898).  ثم تفرعت الشركة تدريجياً إلى مجالات أخرى من الخبرة العسكرية. غالباً ما تُعتبر الكتب والمجلات التجارية التي تنشرها الشركة المصدر العام الفعلي للمعلومات حول أنظمة الحرب والنقل. كان مقر المجموعة في لندن الكبرى لمعظم فترة وجودها، وكانت المجموعة مملوكة لشركة طومسون، شركة وودبريدج،  ثم آي إتش إس ماركيت،  قبل أن تستحوذ عليها شركة مونتاجو للأسهم الخاصة في عام 2019. 

## الوصف
اسم الشركة رسمياً هو مجموعة جين المعلوماتية،   ويقع مقرها اعتباراً من عام 2023 في كرويدون، ساري .  وتواصل الشركة تقديم معلومات استخبارية مفتوحة المصدر في قطاعات الدفاع والأمن والفضاء والنقل. 

## المنشورات
من بين منشوراتها، كتب (تُنشر سنوياً  ) تشمل جين كل طائرات العالم ، وسفن جين القتالية ، جين للاتصالات العسكرية ،  وجين القوات الجوية العالمية،  ومجلة جين البحرية الدولية ،  ومجلة جين للسكك الحديدية العالمية . وتشمل الدوريات مجلة جين الأسبوعية للدفاع ومجلة مراجعات جين في الاستخبارات ومجلة مراجعات جينز الدولية للدفاع ومجلة جين البحرية الدولية. وقد أُوقفت كل من مراجعة جين للشرطة (2011) و مراجعة جين للمطار (2015).
وقد ضُمن كتابي جين- كل طائرات العالم وسفن جين القتالية في طبعة 2019 من كتاب أنماط أسوشييتد برس كمراجع للتدوين الصحيح لأسماء الطائرات والسفن العسكرية. 
كانت لعبة محاكاة جين القتالية علامة تجارية لألعاب محاكاة الطيران الحاسوبي ومحاكاة الحرب البحرية التي تم إنتاجها بين عامي 1996 و 2000 بموجب ترخيص لشركة الفنون الإلكترونية.
وتشمل قائمة المنافسين من الدوريات المهمة: أخبار الدفاع ومجلّة الطيران الدولي ومجلّة أسبوع الطيران وتكنولوجيا الفضاء ودوريات مجموعة شيبارد. 

## روابط خارجية
- الموقع الرسمي